# 小行星2828
小行星2828（2828 Iku-Turso）是一颗围绕太阳公转的小行星。1942年2月18日，利斯·奧特瑪在图尔库发现了此天体。
該小行星以芬蘭神話的水怪伊庫-圖爾索命名。
这颗小行星的绝对星等为23.70534888283137等。